# Elvis Han
Han Dongjun (chino tradicional= 韓東君, chino simple= 韩东君), conocido artísticamente como Elvis Han, es un actor y cantante chino conocido por haber interpretado a Wu Xin en la serie Wu Xin: The Monster Killer.

## Biografía
En el 2007 comenzó a asistir a la secundaria en Vancouver, Canadá de donde se graduó en el 2011.
En el 2012 se unió a la Shanghai Theatre Academy, de la que se graduó en julio del 2016.
Habla con fluidez los idiomas mandarín, japonés, coreano e inglés.
En 2013 obtuvo oficialmente su licencia de piloto de carreras por la Federación de Deportes de Automóviles de China.
Es buen amigo del actor Wang Yanlin y la actriz china Chen Yao.

## Carrera
Es miembro de la agencia "Tangren Media".
En 2011 se unió a la película Vancover Rock and Roll donde dio vida a Su Pan, un talentoso músico adolescente que viaja a Canadá para conocer a su madre.
El 6 de julio de 2015 se unió al elenco principal de la serie web Wu Xin: The Monster Killer donde interpretó a Wu Xin, un inmortal con poderes que le permiten sentir el aura de los espíritus malignos, hasta el final de la serie el 7 de septiembre del mismo año.
El 23 de mayo de 2016 se unió al elenco principal de la serie Chinese Paladin 5 donde dio vida a Jiang Yunfan, el hijo del Señor Demonio y una madre humana, quien termina convirtiéndose en el discípulo de Sage Yi Pin (Canti Lau).
Ese mismo año apareció como invitado en el programa de televisión Happy Camp junto a Tiffany Tang, Liu Wei y Yang Di.
El 14 de agosto del 2017 se unió al elenco principal de la serie Wu Xin: The Monster Killer II, la cual es la segunda temporada de "Wu Xin: The Monster Killer", donde interpretó nuevamente al inmortal Wu Xin, hasta el final de la serie el 19 de septiembre del mismo año.
El 2 de marzo de 2018 se unió al elenco principal de la serie web Siege in Fog donde dio vida a Yi Liankai, el tercer hijo de la poderosa y afluente familia Yi, hasta el final de la serie el 18 de abril del mismo año.
El 27 de marzo del mismo año se unió al elenco de la serie web Secret of the Three Kingdoms donde interpretó al militar Sima Yi.
El 6 de noviembre del mismo año se unió al elenco principal de la serie Never Gone donde dio vida a Cheng Zheng, hasta el final de la serie el 4 de diciembre del mismo año.
El 3 de marzo del 2020 se unió al elenco principal de la serie Wu Xin: The Monster Killer III, la tercera temporada de "Wu Xin: The Monster Killer" donde vuelve a interpretar a Wu Xin, hasta ahora.
Ese mismo año se unirá al elenco principal de la serie My Talent Neighbour (走起我的天才街坊) donde interpretará a Shen Nuo.

## Filmografía

### Series de televisión
| Año             | Título                           | Personaje    | Notas                    |
| --------------- | -------------------------------- | ------------ | ------------------------ |
| 2020 - presente | My Talent Neighbour              | Shen Nuo     |                          |
| 2020 - presente | Our Story in Beijing             | -            |                          |
| 2020 - presente | Wu Xin: The Monster Killer III   | Wu Xin       |                          |
| 2018            | Never Gone                       | Cheng Zheng  | 36 episodios             |
| 2018            | Speed                            | Lu Jie       | 36 episodios             |
| 2018            | 20 Once Again                    | Niu Wenzheng | 26 episodios             |
| 2018            | Secret of the Three Kingdoms     | Sima Yi      | 25 episodios (serie web) |
| 2018            | Siege in Fog                     | Yi Liankai   | 50 episodios (serie web) |
| 2017            | Wu Xin: The Monster Killer II    | Wu Xin       | 27 episodios (serie web) |
| 2016            | Chinese Paladin 5                | Jiang Yunfan | 40 episodios             |
| 2015            | Wu Xin: The Monster Killer I     | Wu Xin       | 20 episodios (serie web) |
| 2015            | Good Times                       | Luo Yiyang   | 7 episodios              |
| 2014            | The Romance of the Condor Heroes | Wu Xiuwen    |                          |

### Películas
| Año  | Título                                  | Personaje   | Notas                                                                          |
| ---- | --------------------------------------- | ----------- | ------------------------------------------------------------------------------ |
| 2021 | 1921                                    | -           | junto a Huang Xuan, Zhang Yunlong, Liu Haoran, Shawn Dou, Karry Wang y Zu Feng |
| 2019 | My People, My Country                   | Soldado     | junto a Song Jia, Tong Liya, Lei Jiayin y Zhang Zifeng                         |
| 2015 | The Story of 90 Coins                   | Wang Yuyang | corto - junto a Jose Acosta y Zhuang Zhiqi                                     |
| 2011 | Vancover Rock and Roll (温哥华酱油乐队) | Su Pan      | -                                                                              |

### Apariciones en programas de televisión
| Año                    | Programa                          | Notas                                   |
| ---------------------- | --------------------------------- | --------------------------------------- |
| 2020 - presente        | Let's Shaka (夏日冲浪店)          | miembro                                 |
| 2016, 2017, 2018, 2019 | Happy Camp (快乐大本营)           | 10 episodios - invitado                 |
| 2018                   | Crossover Singer (跨界歌王第三季) |                                         |
| 2017                   | Keep Running (奔跑吧)             | (ep. #12) - invitado                    |
| 2016                   | We Are Seventeen (我们十七岁)     | (también conocida como "Back to Youth") |
| 2015                   | Run for Time S1 (全员加速中)      | invitado                                |

### Endorsos
| Año  | Marca | Notas                      |
| ---- | ----- | -------------------------- |
| 2019 | Asics | (marca deportiva japonesa) |

### Teatro
| Año  | Título                               | Personaje | Teatro                   |
| ---- | ------------------------------------ | --------- | ------------------------ |
| 2014 | Under the Hawthorn Tree (山楂樹之戀) | Lao San   | Teatro Nacional de China |

### Revistas / sesiones fotográficas
| Año  | Título           | Notas              |
| ---- | ---------------- | ------------------ |
| 2019 | Dior             |                    |
| 2019 | Our Street Style |                    |
| 2019 | OK! Magazine     | (publicación #188) |

### Eventos
| Año  | Título                      | Notas       |
| ---- | --------------------------- | ----------- |
| 2019 | Rejoice Brand Event         | en Nanjing  |
| 2019 | NARS 25th Anniversary Event | en Shanghái |

## Discografía

### Singles
| Año  | Canción                       | Álbum                      | Notas |
| ---- | ----------------------------- | -------------------------- | ----- |
| 2018 | "Extreme Youth" (极速青春)    | OST de "Speed"             | -     |
| 2018 | "Time Flows Back" (时光倒流)  | OST de "Never Gone"        | -     |
| 2016 | "Not Able to Love" (无法说爱) | OST de "Chinese Paladin 5" | -     |
| 2016 | "Chaos in the Rain" (乱世雨)  | OST de "Love & Sword"      | -     |

## Premios y nominaciones
| Año  | Categoría               | Premios                                     | Trabajo                                 | Resultado |
| ---- | ----------------------- | ------------------------------------------- | --------------------------------------- | --------- |
| 2018 | Rising New Actor        | 10th China TV Drama Award                   | -                                       | Ganó      |
| 2017 | Most Fashionable Artist | 14th Esquire Man At His Best Award          | -                                       | Ganó      |
| 2016 | Best Actor (Web series) | 1st Golden Guduo Media Award                | Wu Xin: The Monster Killer              | Ganó      |
| 2016 | New Actor Award         | 1st China Television Drama Quality Ceremony | Wu Xin: The Monster Killer y Good Times | Ganó      |